# 理查德·贝德福德
理查德·贝德福德（英語： QSO，1945年1月3日—），又名迪克·贝德福德（英語：Dick Bedford），新西兰人，是奥克兰理工大学人文地理系的荣誉教授。2015年至2018年期间，他出任新西兰皇家学会会长。

## 早期生涯
1945年，贝德福德出生于新西兰塔卡普纳。他的父母为贝里尔·桑德斯和约翰·道奇顺·贝德福德。他的祖父哈利·贝德福德是一名学者及国会议员。理查德·贝德福德在东泰里、蒂普基、特考瓦塔和坎贝尔斯湾接受了小学教育。之后，他进入远极中学。1965年，获得本科学位。1967年，他在奥克兰大学获得了文学硕士学位。1972年，他在堪培拉的澳大利亚国立大学获得博士学位，博士论文的题目是《过渡中的流动性: 对新赫布里底群岛人口流动的分析》（Mobility in transition: an analysis of population movement in the New Hebrides）。
1969年，他与英国皇家空军高级指挥官肖尔托·道格拉斯之女珍妮特·肖尔托·道格拉斯（Janet Sholto Douglas）结婚。他们有一子一女。

## 事业
1972年至1989年，贝德福德担任坎特伯雷大学的地理学讲师。1989年开始，他担任怀卡托大学地理学教授。2014年，他正式退休，大学授予他荣誉教授称号。2010年，贝德福德调到奥克兰理工大学担任副校长级研究员。2016年，奥克兰理工大学授予贝德福德名誉教授。
2015年7月至2018年7月，贝德福德担任新西兰皇家学会会长。

## 荣誉
1990年，贝德福德被授予新西兰1990年纪念奖章。2000年，他当选为新西兰皇家学会会员。2007年，获新西兰杰出地理学家奖。2008年新年授勋仪式上，他由于地理学的贡献，获委任为女王服务令参事。2020年新年授勋仪式上，他因公共事务贡献，被任命为新西兰功绩勋章参事。